# 野家蠶
野家蠶（Bombyx mandarina）是蚕（B. mori）的野生祖先，外表和其他鱗翅目昆虫并无特别差别。相比家养蚕，此物可飞行、能在野外独立生存，一般呈现灰褐色，且雄性身体更瘦长、翅膀更发达。大概是五千年前人类开始将此物家养，缓慢选育出蚕。蚕的选育在基因历史上只发生了一次。
此物在不同地区的染色体数不同：中国内陆56、日本及其他北方地区54。结合染色体数和线粒体基因证据，可以推断家养蚕是来自中国内陆的野家蚕。
此物可和家蚕杂交，无论雌雄配对方向都可产有生育力的后代。野家蠶一般是由雌性释放信息素，吸引雄性飞来。雄家蠶一样会被吸引，但因为不会飞行，所以雄家蚕和雌野家蚕的杂交只会在饲养环境中发生。因此，此两种也有视为同一个物种的两个亚种的观点，按命名学原则应是更老的B. mori名优先。不过考虑到家蠶依赖人类照料生存，也可以认为这两个种群存在生殖隔离。
1. ↑  Yoshitake, Narumi. . The Journal of Sericultural Science of Japan. 1968, 37 (2): 83–87. doi:10.11416/kontyushigen1930.37.83  （日语）.
2. ↑  Yukuhiro, Kenji; Sezutsu, Hideki; Itoh, Masanobu; Shimizu, Koichi; Banno, Yutaka. . Molecular Biology and Evolution. 2002, 19 (8): 1385–1389. PMID 12140251. doi:10.1093/oxfordjournals.molbev.a004200 .
3. ↑  Arunkumar, K.P.; Metta, Muralidhar; Nagaraju, J. . Molecular Phylogenetics and Evolution. 2006, 40 (2): 419–427. PMID 16644243. doi:10.1016/j.ympev.2006.02.023.